# تد هارگریوز
تد هارگریوز (انگلیسی: Ted Hargreaves; ۴ نوامبر ۱۹۴۳ – ۳ نوامبر ۲۰۰۵) بازیکن هاکی روی یخ اهل کانادا بود.